# Магічне коло (віртуальні світи)
У галузі цифрових технологій, термін «магічне коло» означає уявний бар'єр, який оточує синтетичні (віртуальні) світи (середовища), такі як сучасні 3-D шутери, рольові та стратегічні відеоігри. Особливо ж даний термін актуальний для багатокористувацьких он-лайн рольових ігор та програм на кшталт Second Life. Едвард Кастронова в книзі «Синтетичні Світи: Бізнес та Культура он-лайн Ігор», зазначає, що магічне коло «можна вважати свого роду щитом, який захищає фантазійний світ від світу зовнішнього». Дослідження сучасних віртуальних світів показує, що магічне коло не є непроникним. Кастронова описав таке магічне коло як «пористе». Між віртуальними світами та реальним світом явно існує певна взаємозалежність. Віртуальні світи мають багато характеристик, властивих тільки їм, але вони також мають певні характеристики, які виникають під впливом реального світу. Згідно з Кастроновою, віртуальний світ «неможливо ізолювати повністю; люди постійно входять і виходять з нього, вносячи в нього свої поведінкові передбачення (assumptions) та відношення». З цього слідує, що елементи віртуальних світів оцінюються з точки зору їх важливості в реальному світі. Потім ці нові оцінки набирають ваги як всередині магічного кола, так і поза ним. Стає важко визначити саме значення слова «віртуальний». Кастронова зазначає, що «те, що вважається віртуальним, настільки рівно вплітається в те, що вважається реальним, що побачити різницю між ними стає дедалі важче.» 

## Виникнення терміна
Термін «магічне коло» запровадив данський історик Йоган Гейзинга. У  книзі «Homo Ludens: вивчення ігрового елементу в культурі», Гейзинга писав "Всяка гра відбувається та має місце в ігровому майданчику, відміченому матеріально чи уявно, заздалегідь чи в процесі гри. Як немає формальної різниці між грою та ритуалом, так і «освячене місце» не можна формально відрізнити від ігрового майданчика. Арена, картярський стіл, магічне коло, храм, сцена, кінематограф, тенісний корт, зал суду, і т. ін.; все це за формою та функцією ігрові майданчики, тобто ізольовані, обгороджені, захищені, освячені місця, де входять в дію певні правила. Все це тимчасові світи всередині звичайного світу, присвячені виконанню певних дій.» 

## Магічне коло в області цифрових технологій
Концепт, запропонований Гуізінгою був підхоплений і застосований до відеоігор Еріком Циммерманом та Кейті Сален в їх спільному виданні «Правила Гри: основи дизайну ігор». Сален та Циммерман зазначають, що хоча «магічне коло це лише один з прикладів у списку «ігрових майданчиків» Гуізінги, він використав термін як стенографічний, для позначення ідеї особливого місця в часі та просторі, створеного грою.» Далі, вони пишуть, що: 
| В дуже спрощеному розумінні, магічне коло гри, це місце де гра відбувається. Зіграти в гру означає ввійти в магічне коло чи створити його, почавши гру.[4] | Сален та Циммерман вважають, що «термін «магічне коло» вдалий, оскільки коли починається гра, відбувається щось дійсно магічне.» 

## Магічне коло в культурі
Згідно з Кастроновою, наша культура «пройшла далі за точку» в якій розрізнення між віртуальним і реальним має силу.  У підсумку він пише: "... мембрана між синтетичними (віртуальними) світами та щоденним життям явно існує, але вона явно пориста, і це внаслідок рішення користувачів. Що ми маємо на даний час, це майже-магічне коло, призначення якого, схоже, полягає в тому, щоб зберігати все те позитивне, що має в собі фантазійна атмосфера синтетичного світу, водночас даючи користувачам максимальну свободу маніпулювати своєю участю в ньому.

## Магічне коло в ігровій культурі
Ігри стали настільки суттєвою частиною життя, що межа між грою і життям починає розмиватись. Постійний розвиток в ігровій культурі можна побачити на практиці. Наприклад, коли пілот літака отримує інструкції від диспетчера, в цей самий момент, десь у світі, є хтось, хто пілотує віртуальну версію такого ж, чи схожого, літака, по схожому маршруту, також отримуючи інструкції від диспетчера; і все це відбувається на VATSIM.net, системі симуляції віртуального повітряного руху. На цьому сайті симуляція польоту була адаптована під багатокористувацький формат, і звичайні люди можуть взяти на себе роль пілота і взаємодіяти з диспетчерами, аби створити достовірну імітацію справжнього повітряного руху.
На даний час, більшість дій, виконаних в грі, стосується самої гри. День геймера складається з періодичних «перемикань» між реальним життям та життям у грі. Але, сидячи перед комп'ютером, беручи участь у віртуальному світі гри і перемовляючись з допомогою ігрового чату з товаришем по грі, він з однаковою ймовірністю може обговорювати як гру, так і погоду за вікном. Розрізнення між дією, що відбувається повністю всередині гри, і такою, що має місце поза грою, стає несуттєвим (наприклад, коли хтось поза грою перевіряє електронну пошту на предмет повідомлень про отриману ним кількість лінден-доларів в ігровому світі «Second Life»); два світи обов'язково будуть взаємодіяти між собою.